# Інститут стандартів і промислових досліджень Ірану
Інститут стандартів і промислових досліджень Ірану (ISIRI; перс. مؤسسهٔ استاندارد و تحقیقات صنعتی ایران) є урядовою установою Ірану зі стандартизації та сертифікації. Це представник Ірану в Міжнародній організації зі стандартизації.

## Зовнішні посилання
- Офіційний сайт